# Iulia Maria Dan

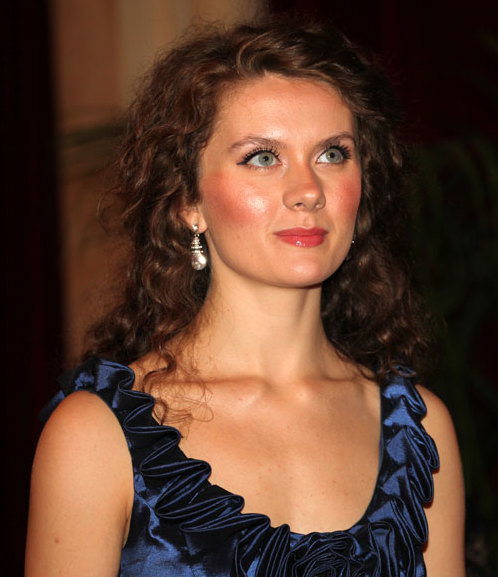
Iulia Maria Dan

Iulia Maria Dan (geboren 1987) ist eine rumänische Opernsängerin im Stimmfach Sopran. Sie gehört von 2015 bis 2018 dem Ensemble der Hamburgischen Staatsoper an. Seit Beginn der Spielzeit 2018/19 ist sie Mitglied des Solistenensembles der Semperoper in Dresden.

## Leben und Werk
Iulia Maria Dan absolvierte ihr Gesangsstudium bei Maria Slatinaru-Nistor an der Nationalen Musikuniversität in Bukarest und konnte einige Preise bei Gesangswettbewerben gewinnen. Im Jahr 2011 debütierte sie als Gilda in Verdis Rigoletto an der Opera Națională București und wurde als Mitglied des Opernstudios an der Bayerischen Staatsoper in München aufgenommen, 2013 in das Ensemble der Staatsoper. Sie sang in München eine Reihe kleinerer Rollen wie das Füchslein Schlaukopf in Janáčeks Schlauem Füchslein und die Nano in Jenůfa oder die Dienerinnen in Simone Boccanegra und Die Frau ohne Schatten, bekam aber auch eine Reihe interessanter Aufgaben übertragen – die Papagena in der Zauberflöte, die Frasquita in Carmen und die Gianetta in L’elisir d’amore. Im August 2014 gastierte Iulia Maria Dan als Aminta in Mozarts Il re pastore beim Verbier Festival, mit Erfolg. Ebenso zufriedenstellend verlief das Rollendebüt in der Titelpartie von Massenets Manon an der Oper Graz im April 2015.
Im August 2015 wurde die Sängerin als  Ensemblemitglied der Hamburgischen Staatsoper engagiert, wo sie sofort bedeutende Rollen übernehmen konnte. In ihrer ersten Spielzeit in Hamburg sang sie die Rosalinde in der Strauß-Operette Die Fledermaus, die Mozart-Rollen Gräfin Almaviva und Fiordiligi, die Tatjana in Tschaikowskis Eugen Onegin und die Agathe in Webers Der Freischütz. Für die Spielzeit 2016/17 sind Rollendebüts als Mimi in Puccinis La Bohème und als Helena in Brittens A Midsummer Night’s Dream
Im Sommer 2016 konnte sie bei den Bregenzer Festspielen Publikum und Presse als Ophelia in einer lange verschollenen Hamlet-Oper aus dem Jahr 1865 begeistern – in Franco Faccios Amleto. Ihre Partner waren Pavel Černoch, Dshamilja Kaiser und Claudio Sgura. Es inszenierte Olivier Tambosi, es dirigierte Paolo Carignani.
Iulia Maria Dan sang auch in Konzerten in Bukarest, Gdańsk, Mailand, Modena und München. 2010 übernahm sie das Sopran-Solo in der Uraufführung von Salbe – Monodrama for Soprano and Orchestra der rumänischen Komponistin Felicia Donceanu in Bukarest.

## Rollen (Auswahl)
| Bizet: - Frasquita in Carmen Britten: - Helena inA Midsummer Night’s Dream Donizetti: - Gianetta in L’elisir d’amore Massenet: - Titelpartie in Manon Mozart: - Aminta in Il re pastore - Contessa in Le nozze di Figaro - Fiordiligi in Così fan tutte - Erste Dame und Papagena in Die Zauberflöte Puccini - Mimi in La Bohème |  | Rossini - Mathilde von Habsburg in Guillaume Tell Strauß: - Rosalinde in Die Fledermaus Tschaikowski: - Tatjana in Eugen Onegin Verdi: - Gilda und Contessa di Ceprano in Rigoletto Wagner: - Stimme des Waldvogels in Siegfried Weber: - Agathe in Der Freischütz |

## Auszeichnungen (Auswahl)
- 2008: Orange Young Musicians Competition, Erster Preis
- 2010: Ionel Perlea National Song Competition, Grand Prize
- 2010: Arta Florescu Masters of the Lyrical Art International Competition in Bukarest, Special Prize
- 2011: Internationaler Hans-Gabor-Belvedere-Gesangswettbewerb, Most Promising Young Artist, Graz Opera Special Prize und Soroptimist Prize